# Gaetano Vincenzo Vicari
Gaetano Vincenzo Vicari (Caltagirone, 6 ottobre 1959) è un saggista italiano.

## Biografia
Si è laureato nel 1982 in Lingue e Letterature Straniere Moderne presso l'Università degli Studi della Calabria. Ha seguito un corso di perfezionamento ad Annecy sempre nel 1982. Ha insegnato lingua italiana a Nancy, frequentandone la II Università. È docente di Lingua e Letteratura Francese. Dal 2004 è tutor di Dialettologia Italiana nella sede universitaria decentrata di Gela del Corso di Laurea in Scienze della Comunicazione dell'ateneo di Catania. È tra i redattori delle riviste letterarie Lunarionuovo e Art&libri.

## Opere
- Genesi ed uso attuale dell'accento ortografico francese. Caltanissetta, Vaccaro, 1984.
- Il dialetto di Niscemi, Siracusa, Ediprint, 1988.
- L'argot tra passato e presente, Caltanissetta, Lussografica, 1995. ISBN 978-88-8243-013-9
- Il canto del signum, Caltanissetta, Lussografica, 1997. ISBN 978-88-8243-014-6
- I silenzi della terra, Caltanissetta, Lussografica, 1997. ISBN 978-88-8243-015-3
- Le bac sans peine (in lingua francese), Catania, Prova d'Autore, 1999.
- I giorni della luce e del ringraziamento, Palermo, Kalòs, 2000.
- Volti e pagine di Sicilia (da Serafino Amabile Guastella a Lara Cardella), Catania, Prova d'autore, 2001. ISBN 978-88-8614-075-1
- Marcel Schwob - Dissimulazioni e Dualismi, Catania, Prova d'autore, 2002. ISBN 978-88-8855-500-3
- Angelo Marsiano, il demiurgo della storia niscemese, Caltanissetta, Lussografica, 2002. ISBN 978-88-8243-067-2
- Cum alii A giunta, tra religiosità e folklore, Caltagirone, Multigraf, 2004.
- L'esagono diacritico francese, Catania, Prova d'autore, 2006. ISBN 978-88-8855-582-9
- Il sipario dell'oblio, Nel vuoto di domani (Saggio su Mario Gori con inediti del poeta), Catania, Prova d'autore, 2007. ISBN 978-88-6282-002-8
- L'universo bovariano. Dal segmento all'insieme, Catania, Prova d'Autore, 2012. ISBN 978-88-6282-073-8
- Baroni, bombe & balilla, nella città dalle cento campane. Con AA.VV., a cura di Mario Grasso. Catania. Prova d'autore, 2013. ISBN 978-88-6282-120-9
- Il lessico di Camilleri. Glossario. Dal dialetto di Vigata al dialetto di Niscemi, Caltanissetta, Lussografica, 2024. ISBN 978-88-8243-594-3

| Controllo di autorità | VIAF (EN) 39611883 · ISNI (EN) 0000 0000 6657 6839 · SBN CFIV169108 · LCCN (EN) no00101313 · BNF (FR) cb14522935m (data) · J9U (EN, HE) 987007269677605171 |